# Moselle Open 2017 - Qualificazioni singolare
Le qualificazioni del singolare del Moselle Open 2017 sono state un torneo di tennis preliminare per accedere alla fase finale della manifestazione. I vincitori dell'ultimo turno sono entrati di diritto nel tabellone principale. In caso di ritiro di uno o più giocatori aventi diritto a questi sono subentrati i lucky loser, ossia i giocatori che hanno perso nell'ultimo turno ma che avevano una classifica più alta rispetto agli altri partecipanti che avevano comunque perso nel turno finale.

## Teste di serie
1. Peter Gojowczyk (qualificato)
2. Dustin Brown (Spostato nel tabellone principale)
3. Stefanos Tsitsipas (qualificato)
4. Vincent Millot (qualificato)

1. Yannick Maden (ultimo turno, Lucky loser)
2. Calvin Hemery (primo turno)
3. Tobias Kamke (primo turno)
4. Kenny de Schepper (ultimo turno, Lucky loser)

## Qualificati
1. Peter Gojowczyk
2. Simone Bolelli

1. Stefanos Tsitsipas
2. Vincent Millot

### Lucky loser
1. Yannick Maden

1. Kenny de Schepper

## Tabellone

### Legenda
| - Q = Qualificato - WC = Wild card - LL = Lucky loser | - ALT = Alternate - SE = Special Exempt - PR = Protected Ranking | - w/o = Walkover - r = Ritirato - d = Squalificato |

### Sezione 1
|  | Primo turno | Primo turno     | Primo turno     | Primo turno | Primo turno |  |  | Ultimo turno | Ultimo turno    | Ultimo turno    | Ultimo turno | Ultimo turno |  |
|  |             |                 |                 |             |             |  |  |              |                 |                 |              |              |  |
|  | 1           | Peter Gojowczyk | Peter Gojowczyk | 6           | 6           |  |  |              |                 |                 |              |              |  |
|  |             | Gleb Sakharov   | Gleb Sakharov   | 4           | 2           |  |  | 1            | Peter Gojowczyk | Peter Gojowczyk | 6            | 6            |  |
|  |             | Yannick Mertens | Yannick Mertens | 7           | 6           |  |  |              | Yannick Mertens | Yannick Mertens | 3            | 4            |  |
|  | 6           | Calvin Hemery   | Calvin Hemery   | 5           | 1           |  |  |              |                 |                 |              |              |  |

### Sezione 2
|  | Primo turno | Primo turno     | Primo turno    | Primo turno | Primo turno |  |  | Ultimo turno | Ultimo turno   | Ultimo turno | Ultimo turno | Ultimo turno |  |
|  |             |                 |                |             |             |  |  |              |                |              |              |              |  |
|  | Alt         | Guillermo Durán | 6              | 1           | 65          |  |  |              |                |              |              |              |  |
|  | WC          | Ugo Humbert     | 2              | 6           | 7           |  |  | WC           | Ugo Humbert    | 6            | 64           | 65           |  |
|  | PR          | Simone Bolelli  | Simone Bolelli | 7           | 6           |  |  | PR           | Simone Bolelli | 3            | 7            | 7            |  |
|  | 7           | Tobias Kamke    | Tobias Kamke   | 64          | 3           |  |  |              |                |              |              |              |  |

### Sezione 3
|  | Primo turno | Primo turno           | Primo turno           | Primo turno | Primo turno |  |  | Ultimo turno | Ultimo turno       | Ultimo turno | Ultimo turno | Ultimo turno |  |
|  |             |                       |                       |             |             |  |  |              |                    |              |              |              |  |
|  | 3           | Stefanos Tsitsipas    | Stefanos Tsitsipas    | 6           | 7           |  |  |              |                    |              |              |              |  |
|  |             | Roberto Ortega Olmedo | Roberto Ortega Olmedo | 2           | 5           |  |  | 3            | Stefanos Tsitsipas | 6            | 67           | 6            |  |
|  | WC          | Hugo Schott           | Hugo Schott           | 2           | 5           |  |  | 5            | Yannick Maden      | 4            | 7            | 3            |  |
|  | 5           | Yannick Maden         | Yannick Maden         | 6           | 7           |  |  |              |                    |              |              |              |  |

### Sezione 4
|  | Primo turno | Primo turno             | Primo turno             | Primo turno | Primo turno |  |  | Ultimo turno | Ultimo turno      | Ultimo turno      | Ultimo turno | Ultimo turno |  |
|  |             |                         |                         |             |             |  |  |              |                   |                   |              |              |  |
|  | 4           | Vincent Millot          | Vincent Millot          | 7           | 6           |  |  |              |                   |                   |              |              |  |
|  |             | Bernabé Zapata Miralles | Bernabé Zapata Miralles | 5           | 4           |  |  | 4            | Vincent Millot    | Vincent Millot    | 7            | 7            |  |
|  |             | Axel Michon             | Axel Michon             | 1           | 2           |  |  | 8            | Kenny de Schepper | Kenny de Schepper | 5            | 6            |  |
|  | 8           | Kenny de Schepper       | Kenny de Schepper       | 6           | 6           |  |  |              |                   |                   |              |              |  |